# خير النساء بيجوم
خير النساء بيجوم (بالفارسية: خیرالنساء بیگم) المعروفة باللقب الملكي مهد عليا، "المهد الأعلى مرتبة" (توفيت في 26 يوليو 1579) كانت أميرة مازندرانية إيرانية من السلالة المرعشية، وكانت زوجة الشاه الصفوي (الملك) محمد خدا بنده (حكم 1578–1587) وأم عباس الأول. خلال الجزء الأول من حكم زوجها كانت شخصية سياسية قوية في حد ذاتها وحكمت إيران بحكم الأمر الواقع بين فبراير 1578 ويوليو 1579. اكتسبت السلطة باغتيال بري خان خانم.